# Paloma Valdés
María Josefa Paloma Filgueira y Rubio, conocida artísticamente como Paloma Valdés (Valladolid, 23 de octubre de 1943) es una actriz española.

## Biografía
Se inicia en la interpretación en su ciudad natal a través del Teatro Español Universitario, instalándose poco después en Madrid. En esta ciudad debuta en cine de la mano de León Klimowsky, con la película Llegaron los franceses.
Emprende entonces una breve carrera en la gran pantalla, que le lleva a trabajar junto a Juan de Orduña en El amor de los amores (1961), Fernando Fernán Gómez en La venganza de Don Mendo (1961), Luis Saslavsky en El balcón de la luna (1962), Juan Antonio Bardem en Los inocentes (1963) o Pedro Lazaga en Los guardiamarinas (1967).
En la segunda mitad de los años sesenta, su trayectoria deriva hacia la televisión e interviene, entre otras, en la serie Diego de Acevedo (1966), con Paco Valladares así como en numerosos episodios de espacios como Historias para no dormir (1966-1968), de Narciso Ibáñez Serrador, Estudio 1 o Novela.
En 1963 recibió el Premio del Sindicato Nacional del Espectáculo, por Los inocentes.
En 1971, tras contraer matrimonio, se retira definitivamente del mundo de la interpretación.
- Datos: Q6059175